# Coupe des Pays-Bas de football 2021-2022
Navigation
Édition précédente Édition suivante
La Coupe des Pays-Bas de football 2021-2022, nommée la TOTO KNVB beker, est la 104e édition de la Coupe des Pays-Bas. La compétition commence le 14 août 2021 et se termine le 17 avril 2022, date de la finale qui se dispute au Stade de Feyenoord.

## Déroulement de la compétition
Tous les tours se jouent en élimination directe. À chaque tour, un tirage au sort est effectué pour déterminer les adversaires.
Les clubs qui jouent en Europe ne peuvent pas s'affronter avant les huitièmes de finale.

## Résultats

### Quarts de finale
| Date            | Club           | Résultat | Club            |
| --------------- | -------------- | -------- | --------------- |
| 8 février 2022  | PSV Eindhoven  | 4 - 0    | NAC Breda       |
| 9 février 2022  | RKC Waalwijk   | 0 - 4    | AZ Alkmaar      |
| 9 février 2022  | Ajax Amsterdam | 5 - 0    | Vitesse Arnhem  |
| 10 février 2022 | NEC Nimègue    | 0 - 2    | Go Ahead Eagles |

### Demi-finales
| Date        | Club            | Résultat | Club           |
| ----------- | --------------- | -------- | -------------- |
| 2 mars 2022 | Go Ahead Eagles | 1 - 2    | PSV Eindhoven  |
| 3 mars 2022 | AZ Alkmaar      | 0 - 2    | Ajax Amsterdam |

### Finale
La finale se joue le 17 avril 2022 au Feijenoord Stadion de Rotterdam.
| 17 avril 2022 | PSV Eindhoven                        | 2 - 1   | Ajax Amsterdam       | Feijenoord Stadion, Rotterdam                   |                                                 |
| 18 h 00 UTC+2 | Érick Gutiérrez 48e · Cody Gakpo 50e | (0 - 1) | 23e Ryan Gravenberch | Spectateurs : 47 500 Arbitrage : Danny Makkelie | Spectateurs : 47 500 Arbitrage : Danny Makkelie |